# Videorreportagem
Videorreportagem é uma formato jornalístico onde um único profissional executa todos os processos, da operação da câmera até a edição do vídeo - filmagem, entrevista, edição etc. Neste formato, o repórter faz improvisos e dirige o próprio trabalho do começo apo fim.